# 332 (numero)
Trecentotrentadue (332) è il numero naturale dopo il 331 e prima del 333.

## Proprietà matematiche
- È un numero pari.
- È un numero composto.
- È un numero difettivo.
- È un numero palindromo nel sistema di numerazione posizionale a base 11 (282).
- È parte delle terne pitagoriche (249, 332, 415), (332, 6885, 6893), (332, 13776, 13780), (332, 27555, 27557).

## Astronomia
- 332P/Ikeya-Murakami è una cometa periodica del sistema solare.
- 332 Siri è un asteroide della fascia principale del sistema solare.

## Astronautica
- Cosmos 332 è un satellite artificiale russo.